# Vertèbre lombaire
Pour les articles homonymes, voir L1, L2, L3, L4 et L5.

Les 5 vertèbres lombaires

Les vertèbres lombaires sont les vertèbres situées entre les vertèbres thoraciques et le sacrum.

## Description
L'espèce humaine possède cinq vertèbres lombaires notées L1, L2, L3, L4 et L5 qui forment la partie lombaire de la colonne vertébrale. Elles donnent à cette portion une courbe à concavité postérieure et créent la lordose lombaire.
Elles présentent la structure générale des vertèbres mais avec des caractères spécifiques.

### Corps
Le corps vertébral des vertèbres lombaires est plus volumineux que celui des vertèbres thoraciques. Il est en forme de réniforme à concavité postérieure et avec un grand axe transversal.
Le pourtour latéral du corps est oblique en bas et vers sa périphérie, ce qui lui donne une face inférieure plus grande que la supérieure.

### Pédicule de l'arc vertébral
Les pédicules sont quadrilatères, épais et presque dans un plan sagittal. Ils s'implantent dans la moitié supérieure des bords postéro-latéral du corps.
Le bord supérieur est concave en haut, l'inférieur est fortement échancré.
Leur morphologie évolue de L1 à L5 : leur épaisseur passe de 9 mm à 18 mm  et leur inclinaison axiale passe de 10° à 20°.

### Lame de l'arc vertébral
Les lames sont larges, très courtes et épaisses. Elles s'orientent en arrière, en bas et en dedans. Elles sont plus hautes que larges en L1 pour devenir progressivement plus larges que hautes en L5

### Processus épineux
Le processus épineux est épais, large et quadrilatère avec une orientation postérieure et horizontale.

### Processus transverses
Les processus transverses s'implantent à l'union du pédicule et du processus articulaire supérieur. Ils sont dits costiformes.
Ils se projettent en dehors, en haut et légèrement en arrière. Ils sont longs et étroits, aplatis d'avant en arrière.
Sur leur face postérieures près de leur racine, il présente le processus accessoire. C'est un point d'insertion des muscles intertransversaires lombaires médiaux.

### Processus articulaires
. Les processus articulaires supérieurs sont aplatis transversalement. Leur surface articulaire est concave et regarde en dedans et un peu en arrière. La face externe du processus porte près de son angle postéro-supérieur le processus mamillaire (ou métapophyse) d’une vertèbre lombaire. C'est le deuxième point d'insertion des muscles intertransversaires lombaires médiaux.
Les processus articulaires inférieurs sont cylindriques. La surface articulaire est sur sa face externe et regarde en dehors et un peu en avant.

### Foramen vertébral
Le foramen vertébral est triangulaire (équilatéral). Il contient la moelle épinière jusqu'à la deuxième vertèbre lombaire. En dessous il contient les nerfs spinaux formant les racines de la queue-de-cheval.

### Foramen inter-vertébral
Les foramens inter-vertébraux ont une forme auriculaire à concavité antérieure.

### Particularités individuelles

#### Vertèbre L1
La première vertèbre lombaire a le processus transverse le moins développé de la portion lombaire.
Elle se situe au niveau de l'extrémité antérieure de la neuvième côte et au niveau du pylore.

#### Vertèbre L5
La cinquième vertèbre lombaire possède un corps plus haut en avant qu'en arrière.
Les processus transverses sont courts et épais.
Les processus articulaires inférieurs sont plus externes pour pouvoir s'articuler avec ceux du sacrum.

### Variations
Certaines personnes possèdent quatre ou six vertèbres lombaires.

## Rôle
La colonne lombaire joue un rôle important dans le mouvement de flexion-extension vertébral.
Ses mouvements de flexion latérale sont limités, et leur rotation très faibles.
La vertèbre lombaire la plus caudale s'articule avec le sacrum pour constituer la charnière lombo-sacrée, jonction entre la partie mobile et la partie fixe de la colonne.

## Aspect clinique

### Mesure de la mobilité lombaire
L'amplitude des mouvements segmentaires dans un même segment est difficile à mesurer cliniquement, non seulement en raison des variations interindividuelles, mais aussi parce qu'elle dépend de l'âge et du sexe. De plus, la flexion et l'extension du rachis lombaire sont le produit d'une combinaison de rotation et de translation dans le plan sagittal entre chaque vertèbre.
Les plages de mouvements segmentaires dans la colonne lombaire (White et Punjabi, 1990) sont :
|                     | L1-L2 | L2-L3 | L3-L4 | L4-L5 | L5- S1 |
| ------------------- | ----- | ----- | ----- | ----- | ------ |
| Flexion / Extension | 12°   | 14°   | 15°   | 16°   | 17°    |
| Flexion latérale    | 6°    | 6°    | 8°    | 6°    | 3°     |
| Rotation axiale     | 2°    | 2°    | 2°    | 2°    | 1°     |

### Pathologies
Les pathologies les plus fréquentes au niveau lombaire sont les lombalgies et les hernies discales.
La cinquième vertèbre lombaire est le site le plus fréquent de spondylolyse et de spondylolisthésis.

## Anatomie comparée
Le nombre de vertèbres lombaires varient d'une espèce à l'autre.
Chez les animaux domestiques le chien et le chat en possèdent sept et le chat, le cheval et la vache en possèdent six.
Les chimpanzés et les gorilles ont trois vertèbres lombaires. Cette réduction du nombre donne une incapacité de la colonne lombaire à la lordose mais donne une anatomie qui favorise l'escalade verticale et une capacité de suspension plus adaptée aux emplacements d'alimentation dans la canopée. Le bonobo se distingue par ses quatre vertèbres lombaires et des processus épineux plus longs.

## Galerie

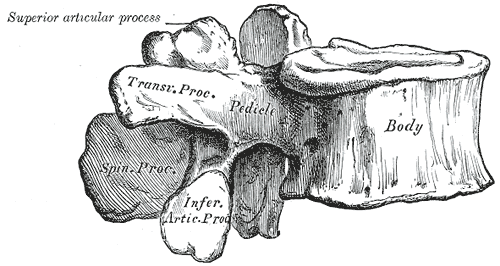
Vue latérale d'une vertèbre lombaire typique.
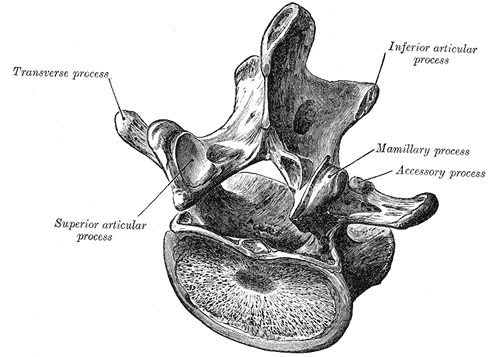
Vertèbre lombaire typique.
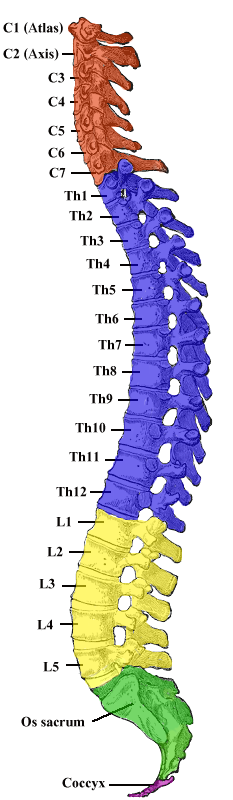
Les cinq vertèbres lombaires sont représentées en jaune.